# Discorso di addio di Abraham Lincoln

Una versione alternativa del discorso di addio di Abramo Lincoln, pubblicata dalla The American News Company.

Il discorso di addio di Abramo Lincoln è stato un discorso tenuto dall'allora Presidente eletto Abramo Lincoln a Springfield, in Illinois, l'11 febbraio 1861, mentre si accingeva a recarsi a Washington D.C. per la celebrazione del suo insediamento. Diverse migliaia di persone da tutto l'Illinois si erano infatti radunate alla stazione ferroviaria della città per salutare Lincoln ed egli, in risposta a questo, enunciò questo breve discorso, del tutto improvvisato, dal vagone su cui trovava, poco prima di partire.
(Abramo Lincoln)
Il discorso di Lincoln commosse così tanto i membri del suo seguito che essi, dopo la partenza del treno, gli chiesero di mettere le sue parole su carta. Dopo le prime frasi, a causa delle difficoltà che si hanno a scrivere su un treno in movimento, il neo presidente chiese al suo segretario personale, John Nicolay, di finire di redigere il discorso al suo posto.
Così, pochi giorni dopo, una seconda versione del discorso fu pubblicata in diversi quotidiani di Springfield.
Una tavola di bronzo con inciso il discorso di addio decora, assieme ad altre tre tavole simili recanti il discorso di Gettysburg, parte del secondo discorso inaugurale e un breve riassunto della biografia di Lincoln, le pareti della camera sepolcrale del mausoleo del presidente, noto come "Tomba Lincoln".